# Bajío

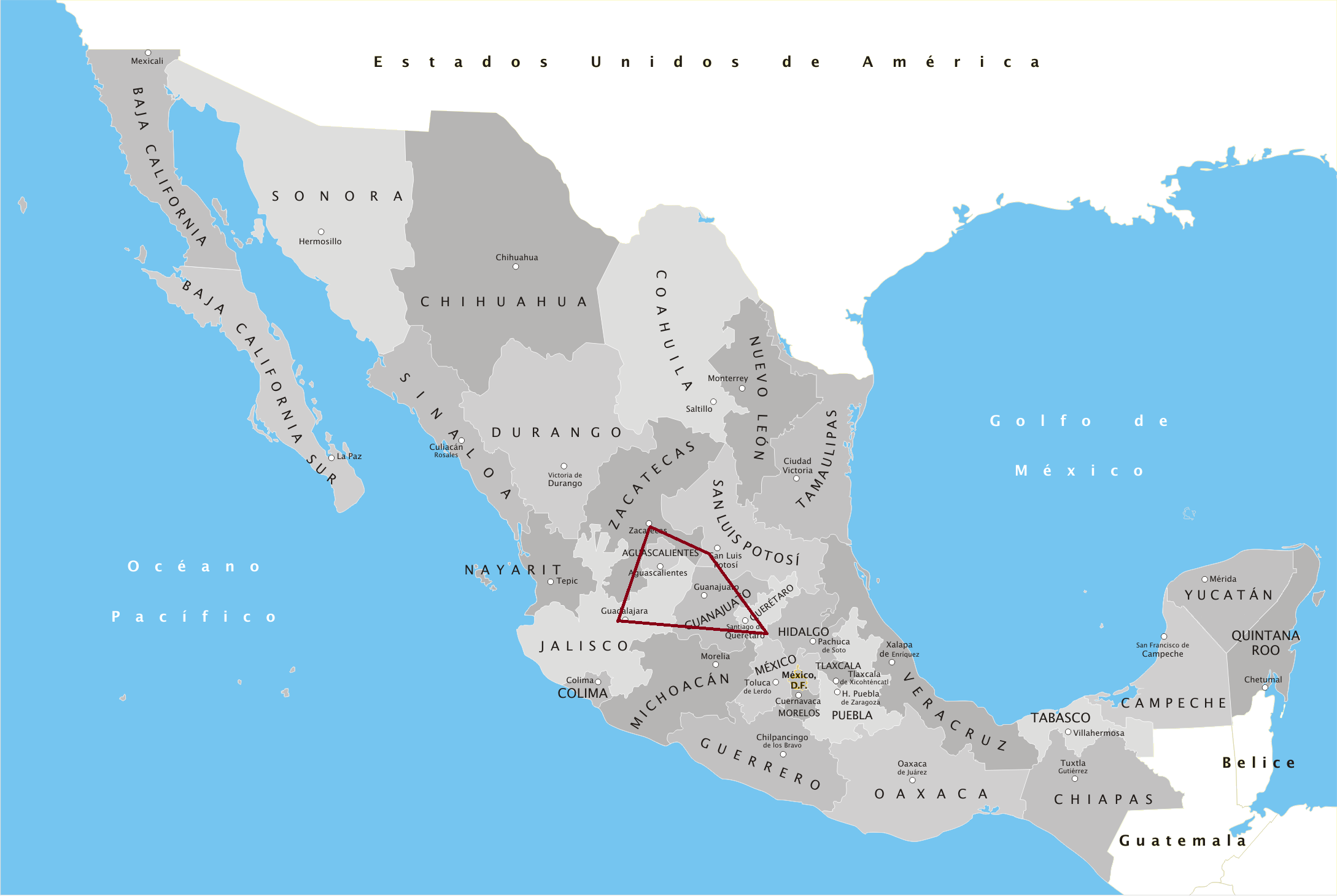
L'area del Bajío in Messico

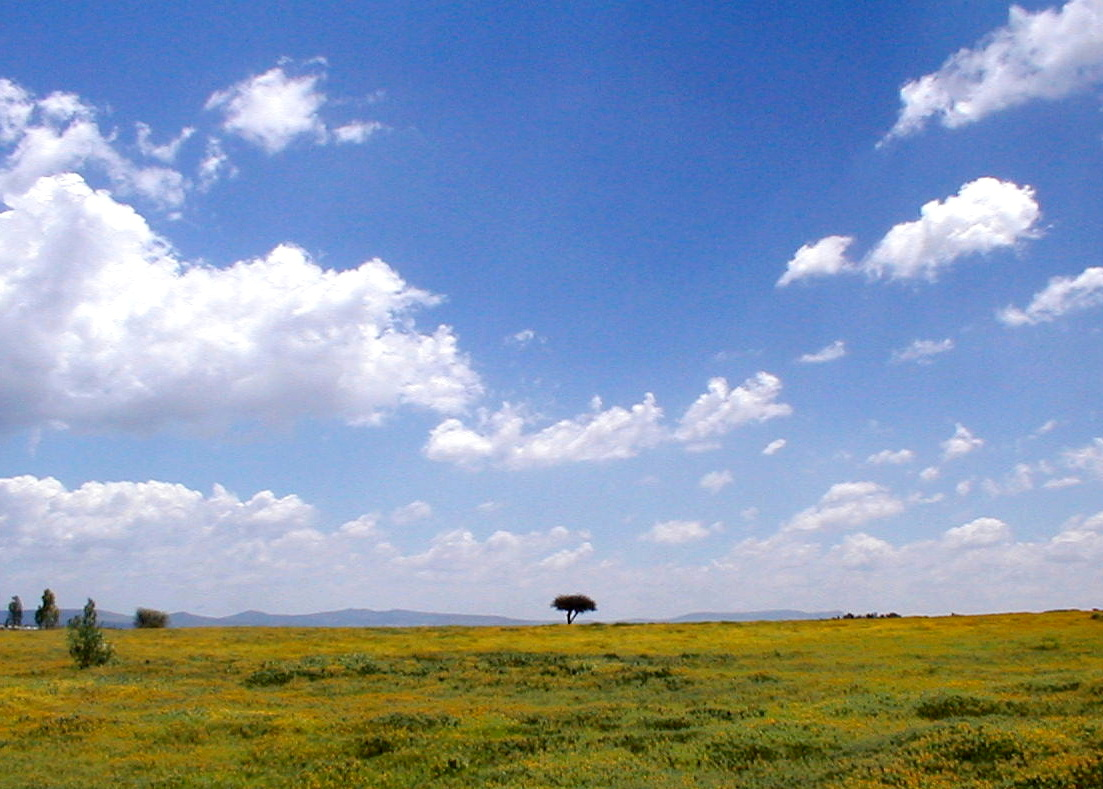
Campo del Bajío

Il Bajío (termine spagnolo traducibile con l'italiano bassopiano) è una regione che comprende la pianura a sud della Sierra di Guanajuato, al centro del Messico.
Si caratterizza per la diffusa agricoltura tecnologicamente avanzata, con precipitazioni annue dell'ordine di 700 mm (tra le più alte del paese).
Il Bajío è anche celebre per essere uno dei "bastioni" più conservatori del Cattolicesimo in Messico.
Il Territorio del Bajío si divide fra quattro Stati federati:
- Aguascalientes
- Guanajuato
- Jalisco
- Querétaro

Le più grandi concentrazioni urbane nel Bajío sono:
- Celaya
- León
- Irapuato
- Santiago de Querétaro
- Tepatitlán de Morelos
- Aguascalientes